# Кінто (Сарагоса)
Кінто (ісп. Quinto) — муніципалітет в Іспанії, у складі автономної спільноти Арагон, у провінції Сарагоса. Населення — 2111 осіб (2010).
Муніципалітет розташований на відстані близько 290 км на північний схід від Мадрида, 40 км на південний схід від Сарагоси.

## Демографія
Динаміка населення (INE ):